# Plešćina
Plešćina je nenaseljeni otočić u hrvatskom dijelu Jadranskog mora.
Njegova površina iznosi 0,042 km². Dužina obalne crte iznosi 1,26 km.